# جيسي براند
جيسي براند (بالإنجليزية: Jesse Brand)‏ هو كاتب أغاني ومغني ومغن مؤلف أمريكي، ولد في 1976 في فيرنديل في الولايات المتحدة.

## وصلات خارجية
- الموقع الرسمي
- جيسي براند على موقع IMDb (الإنجليزية)
- جيسي براند على موقع قاعدة بيانات الفيلم (الإنجليزية)